# 乐旺镇
乐旺镇，是中华人民共和国贵州省黔西南布依族苗族自治州望谟县下辖的一个乡镇级行政单位。

## 行政区划
乐旺镇下辖以下地区：
乐旺村、蛮结村、新华村、坡头村、乐宽村、懂木村、猫寨村、六里村、大湾村、鲁邑村和团结村。